# Sue Wicks
Susan Joy «Sue» Wicks (Center Moriches, 26 de noviembre de 1966) es una exbaloncestista estadounidense de la Women's National Basketball Association (WNBA) que ocupaba la posición de alero; tras reconocer ser lesbiana, fue una de las pocas mujeres de la liga que abiertamente discutió sobre su orientación sexual mientras su carrera estaba activa.
Fue reclutada por los New York Liberty en el Draft de la WNBA de 1997 donde militó hasta su retiro. En 2001 fue galardonada con el Premio Kim Perrot a la Jugadora Más Deportiva. 
Representó a su país en la competencia por equipos de los Juegos Panamericanos de 1987 realizados en Indianápolis, donde se alzó con la medalla de oro. En junio de 2013 fue incluida en el Women's Basketball Hall of Fame.

## Estadísticas

### Totales
| Año                                                                                              | Equipo | J   | JI | MJ   | TC  | ITC | TC%  | 3P | 3PA | 3P%  | 2P  | 2PA | 2P%  | TL  | ITL | TL%  | RBO | RBD | RBT | AST | STL | BLK | TOV | PF  | PTS |
| ------------------------------------------------------------------------------------------------ | ------ | --- | -- | ---- | --- | --- | ---- | -- | --- | ---- | --- | --- | ---- | --- | --- | ---- | --- | --- | --- | --- | --- | --- | --- | --- | --- |
| 1997                                                                                             | NYL    | 28  | 0  | 332  | 38  | 107 | .355 | 2  | 7   | .286 | 36  | 100 | .360 | 22  | 33  | .667 | 36  | 58  | 94  | 29  | 17  | 18  | 46  | 52  | 100 |
| 1998                                                                                             | NYL    | 30  | 0  | 444  | 46  | 107 | .430 | 0  | 3   | .000 | 46  | 104 | .442 | 36  | 45  | .800 | 40  | 43  | 83  | 36  | 16  | 10  | 48  | 66  | 128 |
| 1999                                                                                             | NYL    | 32  | 30 | 938  | 91  | 226 | .403 | 2  | 15  | .133 | 89  | 211 | .422 | 32  | 52  | .615 | 76  | 147 | 223 | 45  | 41  | 43  | 63  | 123 | 216 |
| 2000 ★                                                                                           | NYL    | 32  | 12 | 680  | 55  | 143 | .385 | 1  | 5   | .200 | 54  | 138 | .391 | 45  | 62  | .726 | 49  | 100 | 149 | 21  | 26  | 39  | 50  | 78  | 156 |
| 2001                                                                                             | NYL    | 30  | 3  | 602  | 61  | 130 | .469 | 0  | 7   | .000 | 61  | 123 | .496 | 35  | 52  | .673 | 36  | 102 | 138 | 37  | 36  | 30  | 43  | 86  | 157 |
| 2002                                                                                             | NYL    | 30  | 0  | 428  | 24  | 70  | .343 | 0  | 1   | .000 | 24  | 69  | .348 | 18  | 27  | .667 | 30  | 71  | 101 | 14  | 22  | 15  | 30  | 60  | 66  |
| Carrera                                                                                          |        | 182 | 45 | 3424 | 315 | 783 | .402 | 5  | 38  | .132 | 310 | 745 | .416 | 188 | 271 | .694 | 267 | 521 | 788 | 182 | 158 | 155 | 280 | 465 | 823 |
| Notas: J=Juegos; JI=Juegos iniciales; MJ=Minutos jugados; ITC=Intentos de TC; ITL=Intentos de TL |        |     |    |      |     |     |      |    |     |      |     |     |      |     |     |      |     |     |     |     |     |     |     |     |     |

### Por juego
| Año                                                                                              | Equipo | J   | JI | MJ   | TC  | ITC | TC%  | 3P  | 3PA | 3P%  | 2P  | 2PA | 2P%  | TL  | ITL | TL%  | RBO | RBD | RBT | AST | STL | BLK | TOV | PF  | PTS |
| ------------------------------------------------------------------------------------------------ | ------ | --- | -- | ---- | --- | --- | ---- | --- | --- | ---- | --- | --- | ---- | --- | --- | ---- | --- | --- | --- | --- | --- | --- | --- | --- | --- |
| 1997                                                                                             | NYL    | 28  | 0  | 11.9 | 1.4 | 3.8 | .355 | 0.1 | 0.3 | .286 | 1.3 | 3.6 | .360 | 0.8 | 1.2 | .667 | 1.3 | 2.1 | 3.4 | 1.0 | 0.6 | 0.6 | 1.6 | 1.9 | 3.6 |
| 1998                                                                                             | NYL    | 30  | 0  | 14.8 | 1.5 | 3.6 | .430 | 0.0 | 0.1 | .000 | 1.5 | 3.5 | .442 | 1.2 | 1.5 | .800 | 1.3 | 1.4 | 2.8 | 1.2 | 0.5 | 0.3 | 1.6 | 2.2 | 4.3 |
| 1999                                                                                             | NYL    | 32  | 30 | 29.3 | 2.8 | 7.1 | .403 | 0.1 | 0.5 | .133 | 2.8 | 6.6 | .422 | 1.0 | 1.6 | .615 | 2.4 | 4.6 | 7.0 | 1.4 | 1.3 | 1.3 | 2.0 | 3.8 | 6.8 |
| 2000                                                                                             | NYL    | 32  | 12 | 21.3 | 1.7 | 4.5 | .385 | 0.0 | 0.2 | .200 | 1.7 | 4.3 | .391 | 1.4 | 1.9 | .726 | 1.5 | 3.1 | 4.7 | 0.7 | 0.8 | 1.2 | 1.6 | 2.4 | 4.9 |
| 2001                                                                                             | NYL    | 30  | 3  | 20.1 | 2.0 | 4.3 | .469 | 0.0 | 0.2 | .000 | 2.0 | 4.1 | .496 | 1.2 | 1.7 | .673 | 1.2 | 3.4 | 4.6 | 1.2 | 1.2 | 1.0 | 1.4 | 2.9 | 5.2 |
| 2002                                                                                             | NYL    | 30  | 0  | 14.3 | 0.8 | 2.3 | .343 | 0.0 | 0.0 | .000 | 0.8 | 2.3 | .348 | 0.6 | 0.9 | .667 | 1.0 | 2.4 | 3.4 | 0.5 | 0.7 | 0.5 | 1.0 | 2.0 | 2.2 |
| Carrera                                                                                          |        | 182 | 45 | 18.8 | 1.7 | 4.3 | .402 | 0.0 | 0.2 | .132 | 1.7 | 4.1 | .416 | 1.0 | 1.5 | .694 | 1.5 | 2.9 | 4.3 | 1.0 | 0.9 | 0.9 | 1.5 | 2.6 | 4.5 |
| Notas: J=Juegos; JI=Juegos iniciales; MJ=Minutos jugados; ITC=Intentos de TC; ITL=Intentos de TL |        |     |    |      |     |     |      |     |     |      |     |     |      |     |     |      |     |     |     |     |     |     |     |     |     |